# Zhendong (sockenhuvudort i Kina, Jiangsu Sheng, lat 34,13, long 120,22)
Zhendong är en sockenhuvudort i Kina. Den ligger i provinsen Jiangsu, i den östra delen av landet, omkring 260 kilometer nordost om provinshuvudstaden Nanjing. Antalet invånare är 41 814. Befolkningen består av 20 333 kvinnor och 21 481 män. Barn under 15 år utgör 18,0 %, vuxna 15-64 år 70 %, och äldre över 65 år 11,0 %.
Runt Zhendong är det tätbefolkat, med 427 invånare per kvadratkilometer. Närmaste större samhälle är Batan, 13,8 km väster om Zhendong. Trakten runt Zhendong består till största delen av jordbruksmark.
Genomsnittlig årsnederbörd är 1 041 millimeter. Den regnigaste månaden är juli, med i genomsnitt 268 mm nederbörd, och den torraste är januari, med 20 mm nederbörd.